# Global Talent
Global Talent és un diari digital dedicat a temes d'investigació, innovació, tecnologia i economia. El seu director és Xavier Pujol Gebellí, conegut professional del periodisme científic. La publicació va aparèixer en el seu format digital el 14 de setembre de 2009 i s'edita en català, castellà i anglès. La revista és gratuïta i està impulsada per la Fundació Catalana per a la Recerca i la Innovació (FCRI), amb el suport del Departament d'Innovació, Universitats i Empresa de la Generalitat de Catalunya (DIUE). Entre els seus objectius destaca el de "disseminar i divulgar la ciència més actual, explicar com el coneixement es tradueix en economia i promoure el debat social de les idees. Per assolir-lo, parteix del sistema de ciència i tecnologia català per situar-lo al context internacional".